# Zoë Keating

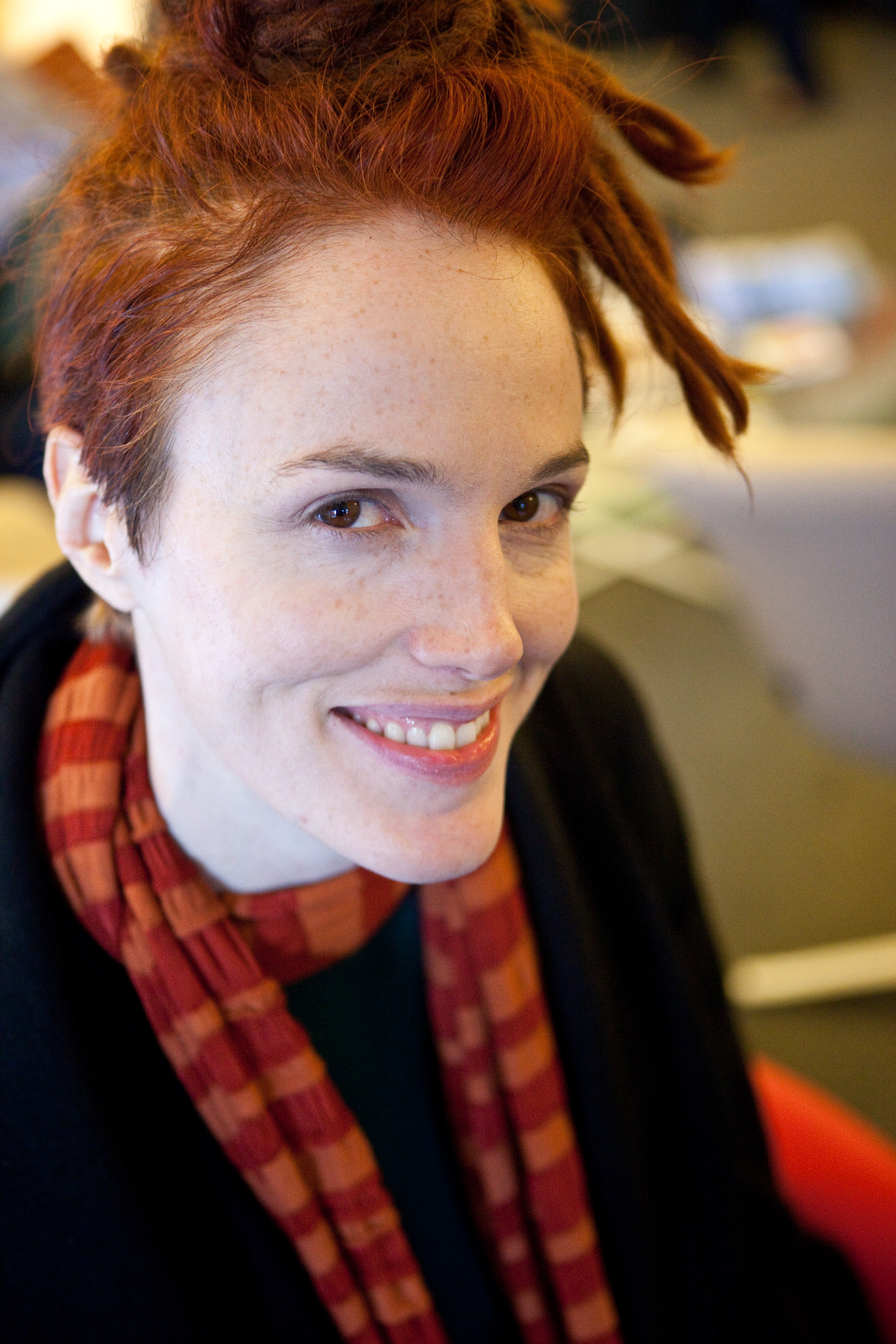
Zoë Keating, Pop!Tech 2009

Zoë Keating (* 2. Februar 1972 in Guelph, Kanada) ist eine US-amerikanische Cellistin und Komponistin aus San Francisco.
Zoë Keating begann mit acht Jahren Cello zu spielen und besuchte das Sarah Lawrence College in New York. Im Brotberuf arbeitete sie nach dem Abschluss als Informationsarchitektin für Bibliotheksverbünde und Streaming-Datenbanken.
In ihren Soloaufnahmen benutzt sie elektronisches Sampling und Wiederholungen der musikalischen Elemente, um eine rhythmisch durchgehende Musikstruktur zu erhalten.
Von 2002 bis 2006 war sie Cellistin in der Rockband Rasputina.

## Diskographie

### Solo
- One Cello x 16 (EP) (2004)
- One Cello x 16: Natoma (2005)
- Into The Trees (2010)

### Soundtracks
- 2001 – I Am a Sex Addict – Komponist (K)
- 2005 – Frozen Angels – K, Cello
- 2007 – The Devil’s Chair – K, Cello
- 2008 – Ghost Bird – K, cello
- 2008 – Not Forgotten – Du sollst nicht vergessen – Cello
- 2008 – Die Bienenhüterin – Cello
- 2010 – The House of Suh
- 2010 – Die Lincoln Verschwörung – Cello
- 2011 – Warrior – Cello
- 2012 – Elementary – K, Cello
- 2015 – The Returned – K, Producer, Cello, Keyboards, Vocals, Gitarre
- 2016 – Manhattan – K, Cello

### Auf Alben anderer Künstler
- Dionysos – Haiku (1999)
- Tarentel – The Order of Things (2001)
- mit Rasputina:
  - Frustration Plantation (2004)
  - A Radical Recital (2005)
- Amanda Palmer – Who Killed Amanda Palmer (2008)
- John Vanderslice – Life and Death of an American Fourtracker (2002)